# 江藤愛のTBSチャンネルガイド
『江藤愛のTBSチャンネルガイド』（えとうあいのティービーエス・チャンネルガイド）は、2012年9月24日から不定期で放送されていたTBSチャンネルの番組宣伝番組。無料放送。

## 概要
TBSチャンネルの番組宣伝番組として放送されていた「江藤愛のTBSチャンネルウィークリーナビ!」（2012年3月 - 2012年9月）の後継番組。今作から再び月間の「TBSチャンネルガイド」に戻った。番組フォーマットは一部を除いて前作と同じ。
- スクランブルがかからない無料放送。
- 「チャンネルニュース」と「おすすめ番組ガイド」の2部構成（10分ずつ,実際は7分ずつ）で、毎月16日に更新される方式（従来は毎週月曜日更新）になった。
- TBSテレビ女性アナウンサーがナビゲーターを務めて、CG合成によるスタジオで、その月（これまでは週単位）放送される番組の中からオススメ作品を紹介していく。
- 「チャンネルニュース」では普通の衣装に、「おすすめ番組ガイド」では季節に応じたコスプレで江藤愛が登場し、それぞれ翌月の注目の番組を紹介する。

今作では、舞台が“バーチャル赤坂サカス”という設定で、江藤がナビゲーターを務める（ナレーションも含む）。
その後2014年頃からTBSチャンネルの番組表においては『番組ガイド201○年○月〜江藤愛がナビゲート!』と表記されていた。
2018年3月末をもって終了。翌月からはTBSのアナウンサーが登場しない番組案内に変更されている。

## 出演
- 江藤愛（TBSアナウンサー）
- BooBo（TBSマスコットキャラクター）[2] - 黒豚（オス）の擬人化CGキャラクター。

江藤とナレーターの向井政生が番組案内のナレーションをするシンプルなものである。

## 江藤愛のオススメ番組ガイドについて

### 衣装
- 2015年
  - 12月号 魚屋
- 2016年
  - 1月号 振り袖で羽子板、顔に墨で×
  - 2月号 赤鬼
  - 3月号 セーラー服、髪型は三つ編み

## スタッフ
- プロデューサー：
- ディレクター：

## 前代の番組
- 小林麻耶のTBSチャンネルガイド
- 出水麻衣のTBSチャンネルガイド
- 枡田絵理奈のTBSチャンネルガイド
- 江藤愛のTBSチャンネルウィークリーナビ!